# Martin Meschede
Martin Meschede (* 6. April 1957 in Lathen) ist ein deutscher Geologe und war Präsident der DGGV (2022–2024). Bis zu seinem Ruhestand hielt er den Lehrstuhl für Regionale Geologie und Strukturgeologie der Universität Greifswald inne.

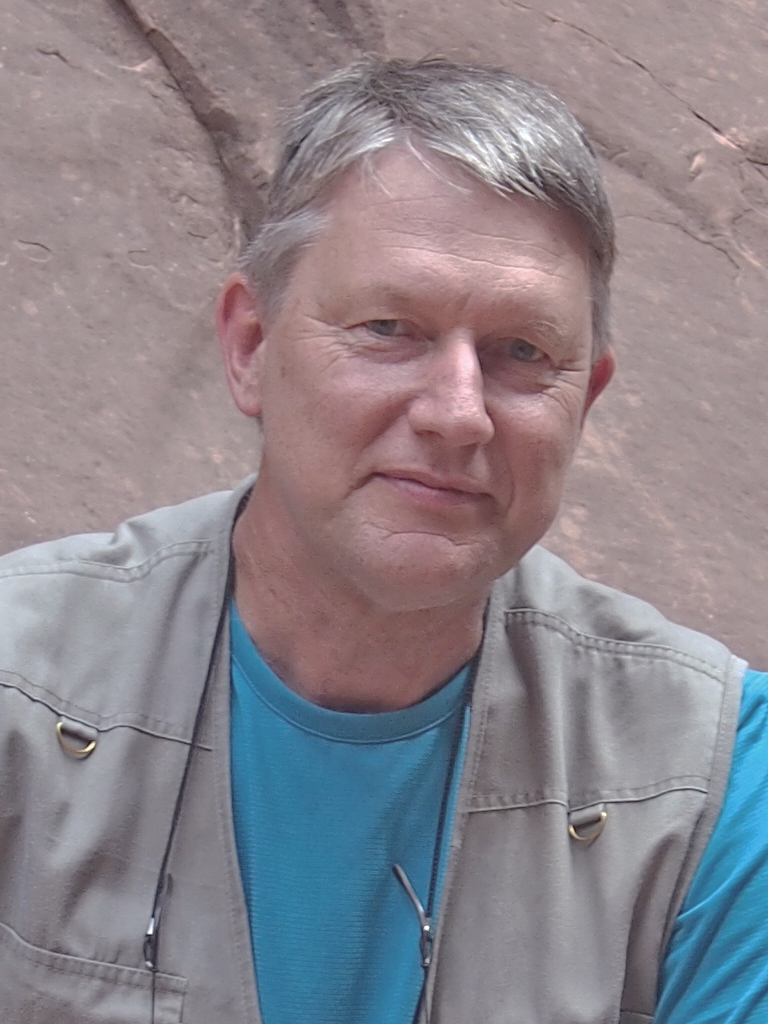
Martin Meschede 2014 im Grand Canyon

## Leben und Wirken
Meschede besuchte bis 1975 die Tellkampfschule in Hannover. Im Anschluss studierte er an der Leibniz-Universität Hannover Geologie und Paläontologie und schloss sein Studium 1982 mit dem Diplom ab. An der Universität Tübingen promovierte er 1986 zum Thema „Die Geochemie der Vulkanite und die sedimentäre Entwicklung des Biscaya-Synklinoriums in Nordspanien während der Mittel- und Oberkreide“. 1994 habilitierte er in Tübingen am Lehrstuhl von Wolfgang Frisch und wurde 2002 Professor an der Universität Greifswald (Institut für Geographie und Geologie), wo er den Lehrstuhl für Regionale und Strukturgeologie bis zu seinem Ruhestand innehatte.
Meschede veröffentlichte mit Wolfgang Frisch ein deutschsprachiges Lehrbuch der Plattentektonik, das 2011 (2. Auflage 2022) auch in einer englischen Version erschien (Plate Tectonics). An mehreren Geologischen Führern in der Sammlung Geologischer Führer (Borntraeger) ist er als Co-Autor beteiligt: Elba , Korsika und Nordost-Oman. Daneben befasste er sich mit regionaler Geologie und geodynamischen Prozessen unter anderem in Norddeutschland, in den Ostalpen, Spanien, Mexiko und Zentralamerika, der Karibik und dem pazifischen Raum. 2018 publizierte er in der zweiten Auflage (1. Auflage 2015) außerdem ein Lehrbuch zur Geologie Deutschlands. Zusammen mit Laurence Warr wurde 2019 die englische Version dieses Lehrbuchs publiziert. 2021 publizierte er das Geologische Wörterbuch, das er in der 13. Auflage von Wilhelm Meyer, Universität Bonn, übernommen und vollständig überarbeitet und vielfältig ergänzt hat.
Er hat mehrfach an Ausfahrten mit Forschungsschiffen teilgenommen: 1990 und 1996 mit der RV JOIDES Resolution (International Ocean Discovery Program, IODP), 1999 und 2004 auf dem Forschungsschiff Sonne, 2008 auf der RV Yokosuka mit dem Tiefseetauchboot Shinkai 6500 (JAMSTEC), 2010 auf der Meteor und 2019 auf der Polarstern.
1995 erhielt er den Hermann-Credner-Preis der DGG. Er war 2009 bis 2014 stellvertretender Vorsitzender der Deutschen Gesellschaft für Geowissenschaften und 2015 im Beirat der Nachfolgeorganisation Deutsche Geologische Gesellschaft - Geologische Vereinigung (DGGV). 2015 wurde er zum Präsidenten des neugegründeten Dachverbandes der Geowissenschaften gewählt und für die erste reguläre Wahlperiode 2017/2018 wiedergewählt. Von 2016 bis 2021 war er stellvertretender Vorsitzender der DGGV und von 2022 bis 2024 deren Präsident.

## Schriften
- Methoden der Strukturgeologie. Stuttgart: Enke Verlag 1994
- mit Wolfgang Frisch, Joachim Kuhlemann: Elba: Geologie, Struktur, Exkursionen und Natur. (=Sammlung Geologischer Führer. Bd. 98), Gebr. Borntraeger, Berlin, Stuttgart 2008
- mit Wolfgang Frisch, Joachim Kuhlemann: Korsika - Exkursionsführer. - Sammlung geologischer Führer, Gebr. Borntraeger, Berlin, Stuttgart 2009.
- mit Wolfgang Frisch: Plattentektonik und Gebirgsbildung. Wissenschaftliche Buchgesellschaft / Primus-Verlag, Darmstadt, 6. Auflage 2021 (1. Auflage 2005).
- mit Wolfgang Frisch, Ronald C. Blakey: Plate Tectonics. Springer Verlag 2011, 2. Auflage 2022.
- Geologie Deutschlands. Ein prozessorientierter Ansatz, Springer, 2. Auflage 2018 (1. Auflage 2015). ISBN 9783662452981
- mit Gösta Hoffmann, Anne Zacke. Mohammed Al Kindi: Field Guide to the Geology of Northeastern Oman, Sammlung Geologischer Führer 110, Gebrüder Bornträger Verlagsbuchhandlung, 2016
- mit Jan Harff, Sven Petersen und Jörn Thiede: Herausgeber der Encyclopedia of Marine Geosciences. Springer Verlag 2016
- mit Laurence Warr: The Geology of Germany. A Process Oriented Approach. Springer Verlag 2019
- mit Murawski, H., Meyer, W.: Geologisches Wörterbuch. Springer-Spektrum, Berlin-Heidelberg, 2021, 13. vollständig überarbeitete und ergänzte Auflage.

Einige Aufsätze:
- A method of discriminating between different types of mid-ocean ridge basalts and continental tholeiites with the Nb-Zr-Y diagram. Chem. Geol., Band 56, 1986, S. 207–218.
- mit B. Weber, L. Ratschbacher, W. Frisch: Acadische Orogenese in Südmexiko: Deformationsetappen im Basementkomplex von Acatlán. Z. Dt. geol. Ges., Band 144, 1993, S. 18–29.
- mit B. Pelletier: Subrezente Deformation im Bereich einer aktiven Rücken-Inselbogen-Kollision, Vanuatu-Inselbogen, Südwestpazifik. Z. Dt. geol. Ges., Band 144, 1993, S. 3–17.
- mit K. Decker: Störungsflächenanalyse entlang des Nordrandes der Ostalpen - ein methodischer Vergleich. Z. Dt. geol. Ges., Band 144, 1993, S. 419–433.
- The impossible Galapagos connection: Geometric constraints for an inter-American origin of the Caribbean plate, Geol. Rdsch., Band 87, 1998, S. 200–205.
- mit U. Asprion, K. Reicherter, K.: Visualization of tectonic structures in shallow-depth high-resolution georadar profiles. Terra Nova, Band 9, 1997, S. 167–170.
- mit U. Barckhausen, H.-U. Worm: Extinct spreading on the Cocos Ridge, Terra Nova, Band 10, 1998, S. 211–216.
- mit W. Frisch: A plate-tectonic model for the Mesozoic and Early Cenozoic of the Caribbean plate. Tectonophysics, Band 296, 1998, S. 269–291.
- mit P. Zweigel, E. Kiefer: Subsidence at a convergent plate boundary: evidence for tectonic erosion off Costa Rica, Terra Nova, Band 11, 1999,  S. 112–117.
- mit P. Zweigel, W. Frisch, D. Völker: Mélange formation by subduction erosion: the case of the Osa mélange in southern Costa Rica, Terra Nova, Band 11, 1999, S. 141–148.
- mit A. Seilacher, E. Bolton, H. Luginsland: Precambrian fossil Vermiforma is a tectograph, Geology, Band 28, 2000, S. 235–238.
- mit R. Weiss, R., G. Schmiedl, C. Hemleben: Benthic foraminiferal distribution and sedimentary structures suggest tectonic erosion at the Costa Rica convergent plate margin, Terra Nova, Band 14, 2002, S. 1–12.
- mit D. Völker: Numerical modelling of subduction erosion processes at the Costa Rica convergent margin. N. Jahrb. Geol. Pal. Abh., Band 230, 2003, S. 429–449.
- The Costa Rica convergent margin: a textbook example for the process of subduction erosion. N. Jahrb. Geol. Pal. Abh., Band 230, 2003, S. 409–428.
- mit Max Sommer, Heiko Hüneke, Jorge Cobiella-Reguera: Geodynamic model of the northwestern Caribbean: scaled reconstruction of Late Cretaceous to Late Eocene plate boundary relocation in Cuba. N. Jahrb. Geol. Pal., Band 259/3, 2011, S. 299–312.